# 151 Batalion WOP
151 Batalion Wojsk Ochrony Pogranicza – samodzielny pododdział Wojsk Ochrony Pogranicza.

## Formowanie i zmiany organizacyjne
Na podstawie rozkazu MBP nr 043/org z 3 czerwca 1950 roku, na bazie 12 Brygady Ochrony Pogranicza, sformowano 15 Brygadę Wojsk Pogranicza, a z dniem 1 stycznia 1951 roku trzebiatowski 20 batalion ochrony Pogranicza przemianowano na 151 batalion WOP.
W 1955 roku dowódca WOP rozkazał przejść 15 Brygadzie WOP na etat ćwiczebny. Rozwiązane zostały dowództwa i sztaby batalionów. Z dniem 15.11.1955 kierowanie strażnicami przejął sztab brygady .
W sierpniu 1956 sformowano na nowo dowództwo i sztab 151 batalionu w Trzebiatowie. Dowódcą został kpt. Kazimierz Chłopek.
W 1960 roku rozformowano batalion. W Trzebiatowie pozostała Sekcja II Zwiadu która została podporządkowana Wydziałowi II brygady.

## Struktura organizacyjna
W 1956 batalionowi podlegały: 
- 1 strażnica Dziwnów I kategorii
- 2 strażnica Nowe Śliwno II kategorii
  - PKRR Pobierowo
  - PKRR Rewal
  - PKRR Niechorze
- 3 strażnica Mrzeżyno II kategorii
  - PKRR Mrzeżyno
- 4 strażnica Dźwirzyno II kategorii
  - PKRR Dźwirzyno
  - PKRR Grzybowo
- 5 strażnica Kołobrzeg I kategorii

Struktura batalionu i numeracja strażnic na dzień 31.12.1959 roku.
dowództwo i sztab batalionu - Trzebiatów
- 13 strażnica Kołobrzeg II kategorii
- 14 strażnica Dźwirzyno IV kategorii
- 15 strażnica Mrzeżyno III kategorii
- 16 strażnica Nowe Śliwno II kategorii
- 17 strażnica Dziwnów III kategorii

## Dowódcy batalionu
- por Piotr Stankiewicz (27.11.1951-?)[5]
- kpt. Kazimierz Chłopek - (co najmniej od 1954-1955)
- kpt. Kazimierz Chłopek - (1956-?)